# Stamnodes margarita
Stamnodes margarita là một loài bướm đêm trong họ Geometridae.